# Marliano Baccarini
Marliano Baccarini o Marziano Buccarini o Martianus de Bacharinis (Tortona, 1413 – 1463) è stato un vescovo cattolico italiano, importante uomo di Chiesa del XV secolo presso la diocesi di Bobbio.

## Biografia
Originario di Tortona ricoprì dal 6 settembre del 1447 al 24 novembre 1463 la carica di Prevosto di Santa Maria de' Canali e assurse, allo stesso tempo, alla carica di 29º Vescovo-Conte di Bobbio.
Per ordine di Papa Niccolò V, spassò il Monastero bobbiense di San Colombano ai monaci benedettini Cassinesi della Congregazione di Santa Giustina di Padova a cui, sino al 1440, lo stesso Pontefice lo aveva aggregato.
Suo parente fu Giorgio Tommasini Baccarini sposato alla Contessa Caterina Arcelli di Val Tidone.